# Entsorga Enteco
Die Entsorga-Enteco war eine internationale Fachmesse für Abfallwirtschaft, Wasserwirtschaft und Umwelttechnik. Enteco steht für „Environmental Technology“. Sie fand alle drei Jahre in der Koelnmesse statt und bot Ausstellern und Besuchern eine Fläche von ca. 110.000 m². Im September 2003 fand die 10. Umweltmesse noch unter dem Namen ENTSORGA statt.
2006 trat die 11. Fachmesse unter dem Namen Entsorga-Enteco auf. Veranstalter war der Bundesverband der Deutschen Entsorgungswirtschaft e.V. (BDE), Berlin. Ca. 1.000 Aussteller aus 28 Ländern zeigten das Spektrum der Abfallwirtschaft, wie z. B. Müllverbrennungsanlagen, Deponien oder Kompostierungsanlagen. Fast jeder Dritte der ca. 43.000 Fachbesucher kam nicht aus Deutschland. Aus etwa 100 Ländern kamen u. a. Abfallwirtschaftsbetriebe, Entsorger, Recyclingunternehmen, Kommunen, Verwaltungen und Umwelt- und Überwachungsbehörden.
Themengebiete und Schwerpunkte bewegten sich im weiten Feld des Kreislaufwirtschafts- und Abfallgesetzes. Dazu gehören neben den klassischen Gebieten der Abfallwirtschaft, Recycling, Wasser, Abwasser und Verbrennung auch erneuerbare Energien, kommunale Dienstleistungen, Technik, Logistik, Luftreinhaltung, Immissionsschutz, Arbeitssicherheit sowie Lärmschutz.
2010 wurde die Messe, die zuletzt nur noch 36.000 Fachbesucher verzeichnen konnte, am Standort Köln eingestellt und mit der Münchener IFAT zusammengelegt, die dann vorübergehend unter dem Namen IFAT Entsorga veranstaltet wurde.